# Ditellure de diphényle
Le ditellure de diphényle est un composé chimique de formule (C6H5Te)2, abrégé en Ph2Te2. Ce solide de couleur orange est le dérivé oxydé du benzènetellurol instable, ou PhTeH.
Le Ph2Te2 permet de fabriquer l'unité PhTe en synthèse organique. Il est également utilisé comme catalyseur pour les réactions redox.

## Préparation
Le Ph2Te2 est préparé par oxydation du tellurophénolate, qui est produit via le réactif de Grignard :
PhMgBr + Te → PhTeMgBr
2 PhTeMgBr +  O2 + H2O → Ph2Te2 + 2 MgBr(OH)
La molécule a une symétrie C2.